# Філіпов Василь Родіонович
Василь Родіонович Філіпов (26 квітня 1913, село Ірхидей улуса Матаган Осинської долини Іркутської губернії, тепер Осинського району Усть-Ординського Бурятського округу Іркутської області, Російська Федерація — 3 вересня 1993, місто Улан-Уде, Бурятія, Російська Федерація) — радянський державний діяч, 1-й секретар Бурятського обласного комітету КПРС, голова Ради міністрів Бурятської АРСР. Депутат Верховної ради СРСР 4—6-го скликань. Кандидат у члени ЦК КПРС у 1961—1966 роках. Кандидат біологічних наук (1947). Доктор ветеринарних наук (1953), професор (1954).

## Життєпис
Народився в родині селянина-середняка. У вересні 1919 року батько Філіпова був розстріляний колчаківським каральним загоном. У 1928 році Василь Філіпов разом із матір'ю, братом та сестрою вступив в першу бурятську комуну «Адуші Ажил».
У 1931 році закінчив Осинську школу селянської молоді.
З травня 1931 року — завідувач культурно-пропагандистського відділу, заступник секретаря Боханського районного комітету ВЛКСМ Бурят-Монгольської АРСР.
У серпні 1933 — жовтні 1934 року — завідувач відділу кадрів бурят-монгольської республіканської контори «Худобаімпорт» в місті Верхньоудинську.
У жовтні 1934 — жовтні 1935 року — політичний керівник відділу пожежної охорони НКВС Бурят-Монгольської АРСР, одночасно навчався на вечірньому робітничому факультеті.
У 1935—1939 роках — студент зоотехнічного, а потім ветеринарного факультету Бурят-Монгольського зооветеринарного інституту.
З жовтня 1935 по жовтень 1938 року одночасно працював завідувачем вечірньої партійної школи Улан-Уденського міського комітету ВКП(б).
Член ВКП(б) з грудня 1936 року.
У вересні 1938 — липні 1939 року — викладач підготовчих курсів Бурят-Монгольського зооветеринарного інституту. У 1938 році обраний партійним організатором Бурят-Монгольського зооветеринарного інституту.
З листопада 1939 по липень 1940 року — асистент кафедри мікробіології Бурят-Монгольського зооветеринарного інституту.
У вересні 1940 — липні 1941 року —  аспірант Казанського ветеринарного інституту.
У липні — листопаді 1941 року — ветеринарний лікар ветеринарного лазарету Забайкальського військового округу.
У грудні 1941 — жовтні 1942 року — завідувач сільськогосподарського відділу Бурят-Монгольського обласного комітету ВКП(б).
У жовтні 1942 — грудні 1945 року — 1-й секретар Хоринського районного комітету ВКП(б) Бурят-Монгольської АРСР.
У січні 1946 — червні 1947 року — аспірант Харківського ветеринарного інституту.
У червні 1947 — 1952 року — доцент, завідувач кафедри патологічної фізіології Бурят-Монгольського зооветеринарного інституту. Одночасно з вересня 1947 по грудень 1949 року — декан ветеринарного факультету, у 1950—1951 роках — заступник директора Бурят-Монгольського зооветеринарного інституту з навчальної і наукової роботи.
15 червня 1952 — січень 1958 року — директор Бурят-Монгольського зооветеринарного інституту.
21 січня 1958 — 24 листопада 1960 року — голова Ради міністрів Бурятської АРСР.
24 листопада 1960 — 12 червня 1962 року — 1-й секретар Бурятського обласного комітету КПРС.
30 липня 1962 — 14 квітня 1969 року — ректор Бурятського сільськогосподарського інституту.
У березні 1969 — березні 1975 року — директор Інституту природничих наук Бурятського філіалу Сибірського відділення Академії наук СРСР. Одночасно в 1969—1975 роках — голова Президії Бурятського філіалу Сибірського відділення Академії наук СРСР.
У 1975—1978 роках — завідувач лабораторії біохімії Бурятського філіалу Сибірського відділення Академії наук СРСР.
У 1978—1988 роках — професор кафедри нормальної і патофізіології Бурятського сільськогосподарського інституту. Спеціаліст в області імунобіології сільськогосподарських тварин.
Помер 3 вересня 1993 року в місті Улан-Уде.

## Нагороди
- орден Леніна
- орден Жовтневої Революції
- орден «Знак Пошани»
- медаль «За трудову доблесть»
- медалі
- заслужений діяч науки РРФСР (3.07.1973)
- заслужений діяч науки Бурятської АРСР